# Arabeska
Arabeska (arapski عربي; ′arabi = doslovno u arapskom stilu)  dekorativni je element ponavljajućih geometrijskih formi, najčešće u obliku stiliziranih povijenih vitica biljaka ili sa životinjama, isprepletenih u najrazličitijim varijacijama, a obično je kombiniran s tekstom izreka iz Kurana. Nastala je u islamskoj umjetnosti, odakle se u 18. i 19. stoljeću proširila i u zapadnu Europu.

## Vanjske poveznice
|  | Zajednički poslužitelj ima stranicu o temi Arabeske    |
|  | Zajednički poslužitelj ima još gradiva o temi Arabeska |